# PLACE IN THE SUN
『PLACE IN THE SUN』（プレイス・イン・ザ・サン）は、上田浩恵の通算1枚目のオリジナル・アルバム。1987年4月21日に発売された。

## 解説
プロデュースは、松任谷正隆。
デビューシングル「ソロ・サピエンス」、先行発売された2nd.シングル「夢追いスナイパー」を含んだデビュー・アルバム。
本作発売後、「MAGICAL MOONLIGHT」が3rd.シングルとしてリカット。いずれのシングルもダイハツ・リーザテレビコマーシャルソングとして強力にタイアップされた。
作家陣は、ポニーキャニオン所属の尾崎亜美、崎谷健次郎の作曲家に、夏目純、吉田美奈子、LINDA HENNRICKの女性作詞家が参加、ムーンライダースからは、岡田徹、かしぶち哲郎、白井良明。ほかに、松尾清憲が作品を提供している。
キャッチフレーズは、「日向性の、私です。」。
CDジャケットは、リーフレット2ページ。表紙は白色を基調とした薄桃色・薄紫色の点描を背景とし、画面中央に上田の写真が配される。写真は画面左側の窓付き煉瓦壁沿いを白いスプリングコートに身を包んだ上田が陽光が射し込む画面右側へ歩き振り向く様を捉えている。裏表紙は同色背景で、写真はさらに縦4分画され、優しい笑顔の上田に寄って撮影した4点をコマ送りのように配している。衣装は黒色インナー、白色シャツ、褐色ベストの上衣に、パンツ・靴と合わせて白色を基調としたコーディネートとなっている。
- WONDERLIGHT

キーボード、コンピューター・プログラミング：崎谷健次郎、
バックグラウンド・ボーカル：崎谷健次郎、上田浩恵。
- 夢追いスナイパー

通算2枚目のシングル表題曲。
コンピレーション・アルバム『Some Woman,Some Story』にも収録。
- 夏のコラージュ

通算1枚目のシングル収録曲。
- HELP ME CUPID

映画『いとしのエリー』（1987年、東宝）挿入曲。
キーボード、コンピューター・プログラミング：崎谷健次郎、
バックグラウンド・ボーカル：崎谷健次郎、上田浩恵。
- 夜明けまでは

キーボード、コンピューター・プログラミング：崎谷健次郎、
バックグラウンド・ボーカル：崎谷健次郎、上田浩恵。
1992年、崎谷健次郎がセルフ・カヴァー。6th.オリジナルアルバム『BOTANY OF LOVE』に収録。
- MAGICAL MOONLIGHT

後にリカットされた、通算3枚目のシングル表題曲。
- ハリウッド・コメディー

バックグラウンド・ボーカル：EVE。
- ソロ・サピエンス

通算1枚目のシングル表題曲。
コンピレーションアルバム『Some Woman,Some Story』にも収録されている。
- HEART OF ANGEL

通算2枚目のシングル収録曲。
- NEVER GONNA SAY GOODBYE

後にリカットされた、通算3枚目のシングルカップリング曲。
映画『いとしのエリー』（1987年、東宝）挿入曲。
キーボード、コンピューター・プログラミング：崎谷健次郎、
バックグラウンド・ボーカル：崎谷健次郎、上田浩恵。

## 収録曲
1. WONDERLIGHT
作詞：吉田美奈子　作曲・編曲：崎谷健次郎
2. 夢追いスナイパー
作詞：夏目純　作曲:尾崎亜美　編曲：松任谷正隆
3. 夏のコラージュ
作詞：夏目純　作曲：松尾清憲　編曲：白井良明
4. HELP ME CUPID
作詞：LINDA HENNRICK　作曲・編曲：崎谷健次郎
5. 夜明けまでは
作詞：吉田美奈子　作曲・編曲：崎谷健次郎
6. MAGICAL MOONLIGHT
作詞：夏目純　作曲：岡田徹　編曲：松任谷正隆
7. ハリウッド・コメディー
作詞・作曲：かしぶち哲郎　編曲：松任谷正隆
8. ソロ・サピエンス
作詞：夏目純　作曲：尾崎亜美　編曲：井上鑑
9. HEART OF ANGEL
作詞・作曲：かしぶち哲郎　編曲：松任谷正隆
10. NEVER GONNA SAY GOODBYE
作詞：LINDA HENNRICK　作曲・編曲：崎谷健次郎